# Thomas le Cointe
Thomas le Cointe (* 1682 in Dieppe, Normandie; † 7. Dezember 1776 in Potsdam) war ein Theologe hugenottischer Abstammung. Er war der erste Pastor der französisch-reformierten Gemeinde in Potsdam.

## Leben
Thomas le Cointes Eltern verließen Frankreich, als der Sohn drei Jahre alt war. Thomas studierte Evangelische Theologie an der Brandenburgischen Universität Frankfurt und wurde dann Pastor in Brandenburg an der Havel. Als Friedrich Wilhelm I. 1723 die französische Kolonie in Potsdam gründete, wünschten die Kolonisten sich le Cointe als Pastor. Am 11. Juli 1723 hielt dieser in Gegenwart des gesamten Hofes in der Schlosskapelle seine Antrittspredigt. Unter seiner geistlichen Leitung blühte die Gemeinde auf, 1735 musste ein zweiter Pastor berufen werden. 1739 wurde le Cointe zum Rat im Französischen Oberkonsistorium und zum Inspekteur der Kirchen ernannt.
Da Friedrich II. über die Schlosskapelle anderweitig verfügt hatte, wurde der Gottesdienst seit Juli 1750 von le Cointe in der Garnisonkirche abgehalten, bis der König zwei Jahre später die Französische Kirche bauen ließ, die im September 1753 eingeweiht wurde.
Thomas le Cointe starb im Alter von fast 93 Jahren.